# San Donato di Ninea
San Donato di Ninea là một đô thị và cộng đồng (comune) ở tỉnh Cosenza trong vùng Calabria miền nam nước Ý.
Đô thị San Marco Argentano có diện tích 81 ki lô mét vuông, dân số thời điểm năm 2007 là 1780 người.
Đô thị này có các đơn vị dân cư (frazioni) sau:
Các đô thị giáp ranh: 